# Pinguicula primuliflora
Pinguicula primuliflora este o specie de plante carnivore din genul Pinguicula, familia Lentibulariaceae, ordinul Lamiales, descrisă de C. E. Wood și Amp; Godfrey. Conform Catalogue of Life specia Pinguicula primuliflora nu are subspecii cunoscute.